# ジョーイ・ローレン・アダムス
ジョーイ・ローレン・アダムス（Joey Lauren Adams, 1968年1月9日 - ）は、アメリカ合衆国の女優、映画監督、声優。

## 来歴
1968年、アーカンソー州ノース・リトル・ロックに生まれる。1986年に地元の高校を卒業後、女優を目指して1988年にロサンゼルスへ渡るも、すぐにミシシッピ州へ移住した。しかし1991年にテレビデビューを果たすと、徐々に活動の場を広げ様々な作品へ出演。1993年に、ダン・エイクロイドとジェーン・カーティンがトンガリ頭の『サタデー・ナイト・ライブ』から1コーナーから生まれた宇宙人を演じた『コーンヘッズ』で映画デビュー。1997年にベン・アフレックらと共演した『チェイシング・エイミー』ではMTVムービー・アワードやゴールデングローブ賞ほか、いくつかの映画祭において優秀賞にノミネートされている。2006年には、アシュレイ・ジャッド主演の『恋愛依存症』で映画監督デビューも果たした。

## 出演作品

### 映画
- コーンヘッズ Coneheads (1993)
- バッド・チューニング Dazed and Confused (1993)
- The Program (1993)
- The Pros & Cons of Breathing (1993)
- スリープ・ウィズ・ミー Sleep with Me (1994)
- S.F.W.  (1994)
- モール・ラッツ Mallrats (1995)
- バイオドーム Bio-Dome (1996)
- マイケル Michael (1996)
- Drawing Flies (1996)
- チェイシング・エイミー Chasing Amy (1997)
- クール・ドライ・プレイス A Cool, Dry Place (1998)
- ビッグ・ダディ Big Daddy (1999)
- ブルーノ Bruno (2000)
- Beautiful (2000)
- サラ・ミシェル・ゲラーのハーバードアクシデント Harvard Man (2001)
- ドクター・ドリトル2 Dr. Dolittle 2 (2001) ※声のみ
- Reaching Normal (2001)
- In the Shadows (2001)
- ジェイ&サイレント・ボブ 帝国への逆襲 Jay and Silent Bob Strike Back (2001)
- ホーキーのおくりもの Grand Champion (2002)
- シグナル・コネクション Beeper (2002)
- The Big Empty (2003)
- Remembering Charlie (2003) ※テレビ映画
- ストライク・ダウン The Gunman (2004)
- ハニーVS.ダーリン 2年目の駆け引き The Break-Up (2006)
- Bunny Whipped (2007)
- Trucker (2008)
- ExTerminators (2009)
- Endure (2010)
- アパート Apart (2010)
- Big Swim (2011)
- Art Machine (2012)
- Mulberry Stains (2012)
- Blue Caprice (2013)
- She Loves Me Not (2013)
- A Country Christmas (2013)
- セコイア Sequoia (2014)
- Abby in the Summer (2014)
- Valley Inn (2014)
- Animal (2014)
- ジェイ&サイレント・ボブ リブートを阻止せよ! Jay and Silent Bob Reboot (2019)

### テレビシリーズ
- Top of the Heap (1991)
- Married with Children (1991, 1992)
- Vinnie & Bobby (1992)
- Love & War (1995)
- Double Rush (1995)
- Second Noah (1996)
- ヴェロニカ・マーズ Veronica Mars (2005)
- Party Down (2009, 2010)
- ユナイテッド・ステイツ・オブ・タラ United States of Tara (2010)
- フレネミーズ Frenemies (2010)
- Supermoms (2012)
- スイッチ 〜運命のいたずら〜 Switched at Birth (2013, 2014)
- グレイズ・アナトミー 恋の解剖学 Grey's Anatomy (2015)

### テレビアニメ
- ヘラクレス Hercules (1999)
- ジンジャーの青春日記 As Told by Ginger (2003)
- Stripperella (2003, 2004)
- スクービー・ドゥー What's New, Scooby-Doo? (2005)

### ビデオゲーム
- Emergency Room 2 (1999)

### 監督作品
- 恋愛依存症 Come Early Morning (2006)

## 参照
1. ↑  “Joey Lauren Adams Biography”. 2014年7月14日閲覧。
2. ↑  https://www.imdb.com/name/nm0000725/awards/?ref_=nm_awd